# アメンホテプ3世
アメンホテプ3世（英: Amenhotep III）は、古代エジプト第18王朝の第9代ファラオ（王）（在位：紀元前1386年 - 紀元前1349年、または紀元前1388年 - 紀元前1351年）。即位名はネブマアトラー。「真実の主はラーなり」の意。正妻はティイ。子はアメンホテプ4世など。
トトメス3世、トトメス4世の時代を経て絶頂に達した王国を継承した。在位期間も長く、40年近くに及んだ。アメン神を崇敬すること篤く、テーベにカルナックのアメン神殿と直結する分神殿としてルクソール神殿を建設している。このほか、同地に広大な自身の葬祭殿も建設している。葬祭殿は後に後代の王たちによって破壊されたが、メムノンの巨像と呼ばれる彼の坐像は破壊されずに残り、現在でも形をとどめている。

## アメンホテプ3世のミイラ
アメンホテプ3世のミイラは、1898年に王家の谷、KV35で発見された。元々はKV22号墓に埋葬されていたが、棺や棺の中の副葬品諸共に発見された。
ミイラの状態は普通だが、頭蓋が胴体から外れている。また、頭蓋骨の鑑定の結果、深刻な歯周病を患っていた可能性が指摘された。
また、棺の中から大量の花輪が発見されており、首に花輪を掛けた状態で埋葬されていたことが判明している。

## 后妃・子女
妻
1. ティイ（ヒエログリフ: <-𓍘𓇌𓏭𓀰->、英語: Tiye） - 第一王妃。神官イウヤとチュウヤの娘、アイの妹。
2. ネフェルティティ（ヒエログリフ: <-𓏏:𓈖:𓇳-𓇋𓄤𓄤𓄤𓄤𓇍-𓏏:𓏭-𓀭->） - 大神官アイ（Ay）と妻テイ（英語版）（ヒエログリフ: <-𓍘𓇌𓀰->、英: Tey）の娘。のちアクエンアテン王妃。古代エジプト三大美女の一人と言われる。
3. タドゥキパ（英語版）（Tadukhipa） - ミタンニ王トゥシュラッタの王女[1]。のちアクエンアテンと再婚。キヤ（ヒエログリフ: <-𓎡:𓏭-𓄿𓀭->、英: KiYa）あるいはネフェルティティと同一人物とする説あり。
4. ギルヒパ（英語版）（Gilukhipa） - ミタンニ王シュッタルナ2世（Shuttarna II）の王女。
5. スィトアムン（英語版）(Sitamun) - 実の娘（母はティイ）。
6. イシト（英語版）(Iset) - 実の娘（母はティイ）。

子
1. トトメス（英語版）(Tuthmose) - 長男。プタハ大祭司。母はティイ。
2. アメンホテプ4世 - 別名アクエンアテン。母はティイ。
3. スメンクカーラー - 母は不明。アクエンアテンの息子とする説もあり。ネフェルネフェルアテンの次のファラオ。
4. スィトアムン（英語版）(Sitamun) - 長女。母はティイ。父アメンホテプ3世の妃となる。
5. イシト（英語版）(Iset) - 次女。母はティイ。父アメンホテプ3世の妃となる。
6. ヘヌトタネブ（英語版）(Henuttaneb) - 三女。母はティイ。
7. ネベトイアハ（英語版）(Nebetah) - 四女。母はティイ。
8. ベケトアテン（英語版）(Beketaten) - 五女。母はティイ。

## 文献
- エイダン・ドトソン+デイアン・ヒルトン著『エジプト歴代王朝史』東洋書林、2012年。ISBN 9784887217980。